# アウグステ・ヴィルヘルミーネ・フォン・ヘッセン＝ダルムシュタット
アウグステ・ヴィルヘルミーネ・フォン・ヘッセン＝ダルムシュタット（ドイツ語: Auguste Wilhelmine von Hessen-Darmstadt, 1765年4月14日 - 1796年3月30日）は、ツヴァイブリュッケン公マクシミリアン（のちのバイエルン王マクシミリアン1世）の最初の妃。

## 生涯
アウグステは、ヘッセン＝ダルムシュタット方伯家の公子ゲオルク・ヴィルヘルム（方伯ルートヴィヒ9世の弟）とその妃マリア・ツー・ライニンゲン＝ダグスブルク＝フォルケンブルクの四女として、ダルムシュタットで生まれた。全名はマリー・アウグステ・ヴィルヘルミーネ（Marie Auguste Wilhelmine）。
1785年9月、アウグステはマクシミリアンと結婚、のちのバイエルン王ルートヴィヒ1世を始め5子を生んだ。
夫マクシミリアンは、ストラスブールに駐屯するフランス王国軍の士官であった。しかし夫妻はたびたびパリを訪問していた。アウグステは文通をしていた王妃マリー・アントワネットに面会している。
1789年、マクシミリアンの連隊がフランス革命に巻き込まれ、彼は家族を連れてアウグステの実家のあるダルムシュタットへ避難した。それから5年間、彼らはダルムシュタット近郊のマンハイムに暮らした。1794年12月、フランス軍がマンハイムを攻撃した。アウグステは自宅をフランス軍に砲撃され、マンハイムから逃れた。
1795年4月、マクシミリアンは兄カール・アウグストの後を継いでツヴァイブリュッケン公となった。しかしツヴァイブリュッケンは完全にフランス軍に占領されていた。1796年3月、肺を患っていたアウグステはロールバッハ（現在のバイエルン州の町）で亡くなった。彼女の遺体はダルムシュタットのシューロスキルヒェに埋葬された。 

## 子女

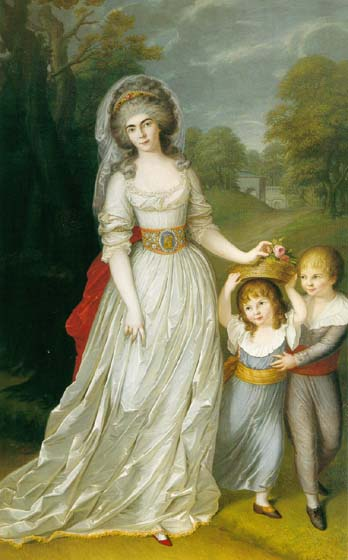
アウグステ・ヴィルヘルミーネと彼女の子ども達

- ルートヴィヒ（1786年 - 1868年） - バイエルン王
- アウグステ （1788年 - 1851年） - ロイヒテンベルク公ウジェーヌ・ド・ボアルネと結婚。
- アマーリエ（1790年 - 1794年）
- カロリーネ・アウグステ（1792年 - 1873年） - ヴュルテンベルク王ヴィルヘルム1世と結婚するが6年後に離婚。のちオーストリア皇帝フランツ1世と再婚。
- カール（1795年 - 1875年）